# Nueva Ecija

Nueva Ecija

Nueva Ecija – prowincja na Filipinach, położona w środkowej części wyspy Luzon. Od zachodu graniczy z prowincjami Pangasinan, Tarlac i Pampanga, od północy z prowincją Nueva Vizcaya, od wschodu z prowincją Aurora, od południa z prowincją Bulacan. Powierzchnia: 5751,3 km². Liczba ludności: 1 853 853 mieszkańców (2007). Gęstość zaludnienia wynosi 322,3 mieszk./km². Stolicą prowincji jest Palayan.